# ヒメシャラ
ヒメシャラ（姫沙羅・赤栴檀、学名: Stewartia monadelpha）はツバキ科ナツツバキ属の落葉高木。ナツツバキに似るが花も葉も小ぶり。

## 名称
和名のヒメシャラは、誤って娑羅樹と伝えられたナツツバキ（別名：シャラノキ）よりも小さいことによるもので、サルナメリやアカラギという別名もある。また他の別名に、コナツツバキやサルタノキの呼び名もある。漢字表記の「赤栴檀」は漢名に由来する。

### サルスベリについて
この木は山で見られる木の中でも特に樹皮がすべすべしているためにサルスベリと呼ばれることがある。標準和名をサルスベリとする植物は観賞用の樹木であるが、これはミソハギ科で分類学的に全く異なった植物であり、本当のサルスベリが日本の森林内に姿を見せることはない。また、同様の場所に見られる樹木ではリョウブも大きくなると樹皮がすべすべになり、サルスベリと呼ばれることがあるが、ヒメシャラの方がすべすべ感が強い。

## 分布と生育環境
日本の神奈川県箱根以西から和歌山県までの本州太平洋側、四国南部、九州、屋久島に分布する日本特産種である。暖帯上部から温帯域の山地のブナ林内などに生育する。パイオニア的な性質を持ち、やや荒れた森林によく出現する。
樹姿が優美なので、庭や公園などにも植えられている。

## 形態・生態
落葉広葉樹の高木。垂直によく伸び、高さ15 - 20メートル (m) 、胸高直径90センチメートル (cm) に達する。枝は波打つように伸び、特徴的な枝ぶりを見せる。若木のうちは灰色の細かくざらついた樹皮であるが、成長するに従いこのような樹皮は不規則に剥がれてまだら状になり、次第に滑らかで赤褐色のごく薄い樹皮に変わる。一年枝は細くて、褐色から灰褐色をしており、無毛か短毛が残る。
葉は互生で短い柄があり、長さ5 - 8 cm、葉身は楕円形から長楕円形、縁には低い鋸歯がある。葉は黄緑色で、全体に毛がある。秋には美しく紅葉し、落葉する。
花期は5 - 8月。葉腋から１つずつ、小さな白い花を咲かせる。花は直径2 cmで、花姿はナツツバキに似るが、小型で葉に隠れてあまり目立たない。秋には紅葉になる。果期は10 - 11月。果実は濃褐色で5つの稜があって先端が尖り、中に種子ができる。果実はくちばし状に先が割れて、種子を落とした後も冬まで枝に残る。
冬芽は長卵形でやや平たく、淡褐色で5 - 6枚の芽鱗に包まれていて、絹毛が生え芽鱗の縁にも毛がある。枝先につく頂芽は大きく、側芽は枝に互生する。葉痕は半円形で維管束痕が1個つく。
- ヒメシャラの樹皮（静岡県長九郎山・2008年1月）

## 栽培
観賞用にもされており、剪定は通例3月に行われる。高温に弱いので、夏は遮光をし風通しのいい場所に置いた方が適当である。なお寒さには強い。病害虫にはカイガラムシがよく出るが、通風をよくすれば抑えられる。

## 利用
庭木や公園樹として利用される。赤褐色の樹皮には斑紋があり、ナツツバキに似た美しさがあることから、住宅の床柱に使われる。